# União para a Nova República
A União para a Nova República (em francês:  Union pour la nouvelle République, UNR) foi um partido político francês, de centro-direita e direita, de inspiração nacionalista, conservadora e republicana, fundado em 1958 por Charles de Gaulle, Presidente da França entre 1959 e 1969, existiu até 1967, quando foi sucedido pela União dos Democratas pela República.

## Resultados eleitorais

### Eleições presidenciais
| Data | Candidato apoiado | 1ª Volta   | 1ª Volta   | 2ª Volta   | 2ª Volta   |
| Data | Candidato apoiado | Votos      | %          | Votos      | %          |
| ---- | ----------------- | ---------- | ---------- | ---------- | ---------- |
| 1965 | Charles de Gaulle | 10 828 521 | 44,7 (1.º) | 13 083 699 | 55,2 (1.º) |

### Eleições legislativas
| Data | Votos     | %          | +/-  | Deputados | +/- | Status  | Notas                                  |
| ---- | --------- | ---------- | ---- | --------- | --- | ------- | -------------------------------------- |
| 1958 | 3 603 958 | 17,6 (3.º) |      | 189 / 466 |     | Governo |                                        |
| 1962 | 5 855 744 | 31,9 (1.º) | 14,3 | 233 / 476 | 44  | Governo |                                        |
| 1967 | 8 448 082 | 37,7 (1.º) | 5,8  | 201 / 487 | 32  | Governo | Aliança com Republicanos Independentes |
| 1968 | 9 667 532 | 43,7 (1.º) | 6,0  | 293 / 487 | 92  | Governo | Aliança com Republicanos Independentes |